# Macropophora
Macropophora es un género de escarabajos longicornios de la tribu Acrocinini. Se distribuye por el continente americano.

## Especies
- Macropophora accentifer (Olivier, 1795)
- Macropophora lacordairei Lepesme, 1946
- Macropophora trochlearis (Linnaeus, 1758)
- Macropophora worontzowi Lane, 1938